# Yves Chaland
Yves Chaland (født 3. april 1957, død 18. juli 1990) var en fransk tegneserietegner.

## Værker
- Captivant (1979)
- Bob Fish (1981)
- Adolphus Claar (1982)
- John Bravo (præudgivelse i Astrapi i 1983)
- Freddy Lombard

1. Le Testament de Godefroid de Bouillon (1981)
2. Le Cimetière des éléphants (1984)
3. La Comète de Carthage (1986)
4. Vacances à Budapest (1988)
5. F-52 (1990)

- Le Jeune Albert (1985)

1. ↑  Navnet er anført på engelsk og stammer fra Wikidata hvor navnet endnu ikke findes på dansk.
2. ↑  Navnet er anført på fransk og stammer fra Wikidata hvor navnet endnu ikke findes på dansk.
3. ↑  Navnet er anført på fransk og stammer fra Wikidata hvor navnet endnu ikke findes på dansk.
4. ↑  Navnet er anført på fransk og stammer fra Wikidata hvor navnet endnu ikke findes på dansk.
5. ↑  Navnet er anført på engelsk og stammer fra Wikidata hvor navnet endnu ikke findes på dansk.
6. ↑  Navnet er anført på engelsk og stammer fra Wikidata hvor navnet endnu ikke findes på dansk.
7. ↑  Navnet er anført på tysk og stammer fra Wikidata hvor navnet endnu ikke findes på dansk.